# 데미안 해리스
데미안 해리스(영어: Damian David Harris, 1958년 8월 2일~)는 잉글랜드의 영화 감독이다.
그는 1968년에 영화감독으로 데뷔하고 있다가 애나벨 브룩스를 만나 1981년에 결혼하여 슬하에 1녀를 두었다가 1990년에 이혼하여 패타 윌슨을 만나 1997년에 재혼하여 슬하에 1남 1녀를 두고 있다.
리처드 해리스의 장남이며 재러드 해리스와 제이미 해리스의 형이자 샬롯 브로스넌의 사촌 오빠이기도 하다.